# Mynaj
Mynaj (in ucraino Минай?) è un villaggio ucraino del distretto di Užhorod (oblast' della Transcarpazia), a pochi chilometri dal confine con la Slovacchia.
È noto soprattutto per la squadra di calcio, il Mynaj, che milita in Prem"jer-liha.